# Robert Cormier
Robert Cormier (Leominster, 17 gennaio 1925 – Boston, 2 novembre 2000) è stato uno scrittore, saggista e giornalista statunitense.
È stato maggiormente considerato per il profondo pessimismo che si ritrova nella maggior parte dei suoi libri. Le sue opere più famose includono I Am the Cheese, Scomparire, We All Fall Down e La guerra dei cioccolatini, tutti premiati. La guerra dei cioccolatini è stato inoltre uno dei libri più venduti nelle librerie degli Stati Uniti. Nei suoi libri si trovano spesso situazioni critiche e tragiche, come abuso e violenza, problematiche psicologiche, vendetta, tradimento e cospirazione. In molti suoi romanzi, il protagonista non vince, il che marca sempre più il pessimismo dell'autore.

## Biografia
Robert Cormier è nato dai genitori Geoffrey Leonard e Irma Cormier, a Leominster (Massachusetts), Stati Uniti, in una cittadina chiamata French Hill, nella Canada francese. Era il secondo di otto figli; lui e la sua famiglia traslocarono spesso per potersi permettere gli affitti, ma Cormier non lasciò mai la sua città natale. Anche quando diventò adulto e comprò una casa per le vacanze, quest'ultima era a sole 19 milia da Leominster. Cormier frequentò una scuola privata cattolica, St. Cecilia's Parochial School. Iniziò a scrivere quando era ancora in prima elementare e fu molto elogiato per la sua bravura. In seconda media, capì della sua stessa ispirazione alla letteratura e fu incoraggiato da una suora a scrivere poesie. Frequentò la scuola superiore di Leominster, ottenendo così la maturità, essendo diventato anche rappresentante d'istituto. Quando diventò uno studente del primo anno al Fitchburg State College, vide il suo primo racconto breve pubblicato quando un professore della sua Università, Florence Conlon, mandò per 75 dollari uno dei suoi racconti al The Sign, una rivista nazionale cattolica, senza che Cormier sapesse nulla. Cormier iniziò la sua carriera professionale come scrittore scrivendo copioni per radio commerciali e continuò fino a vincere un premio come giornalista. Anche se Cormier diventò successivamente molto famoso, non smise mai di scrivere per il suo giornale locale, il Fitchburg Sentinel .

## Carriera
Cormier diventò uno scrittore a tempo pieno dopo il successo che ebbe con il suo primo romanzo per adolescenti, La guerra dei cioccolatini, seguito successivamente da altri come I Am the Cheese e Scomparire. Era interessato ai problemi che i giovani affrontano nella società moderna e questo interesse si specchia nei suoi romanzi. Cormier stabilì ben presto una reputazione come brillante e intransigente scrittore. Tra i suoi premi troviamo il Margaret A. Edwards Award del dipartimento di servizi dei giovani-adulti dell'American Library Association. Questo premio è presentato in onore di quegli autori che forniscono ai giovani adulti una finestra per guardare il mondo, per aiutarli a crescere, a capire sé stessi e il loro ruolo nella società.
In alcuni suoi libri, la città natale di Cormier, Leominster, diventa la città romanzata di Monument, mentre French Hill diventa Frechtown.

## La critica deLa guerra dei cioccolatini
A causa del suo linguaggio e dei suoi riferimenti sessuali, La guerra dei cioccolatini fu criticata in varie librerie e scuole. Inoltre, il libro tratta di società segrete e studenti anarchici. Tra il 1990 e il 2000, fu il libro più criticato secondo l'American Library Association.

## Opere pubblicate

### Romanzi
- Now and At the Hour (1960)
- Mrs. Riley is a Bad Teacher (1962)
- A Little Raw on Monday Mornings (1963)
- Take Me Where the Good Times Are (1965)
- La guerra dei cioccolatini (The Chocolate War) (1974)
- I Am the Cheese (1977)
- After the First Death (1979)
- The Bumblebee Flies Anyway (1983)
- Beyond The Chocolate War (1985)
- Fade (1988)
- Other Bells for Us to Ring (1990) (Pubblicato nel Regno Unito nel 1991 con il titolo Darcy)
- We All Fall Down (1991)
- Tunes for Bears to Dance To (1992)
- In the Middle of the Night (1995)
- Tenerezza (Tenderness) (1998)
- Heroes (1998)
- The Rag and Bone Shop (2001)

### Collane
- Eight Plus One (1980)
- The Moustache (1974)
- Frenchtown Summer (1999)

### Saggi
- I Have Words to Spend (1991)